# Bålverk
Bålverk är ursprungligen beteckning på en yttre försvarsanordning bestående av en spärr av pålar eller timmerstockar, avsedd att hindra fienden från att komma fram till den egentliga försvarsanläggningen (borg eller liknande). Senare kom ordet att användas också för blockhusliknande konstruktioner och fick en mer allmän betydelse av en försvarsanläggning utanför murarna (jämför med förborg). Man vet från Karlskrönikan att till exempel Stockholm under senmedeltiden hade "starke bolwerke" som även utrustats med kanoner ("byssor").